# Christ Church (Oxford)
Christ Church (lateinisch: Ædes Christi, Das Haus/der Tempel Christi) ist eines von 39 konstituierenden Colleges der University of Oxford in England. Christ Church bildet eine gemeinsame Stiftung mit der Kathedrale der anglikanischen Diözese Oxford. Die Kathedrale befindet sich auf dem Gelände des Colleges und dient auch als Kapelle für dessen akademische Mitglieder.
Vorsteher sowohl der Kathedrale als auch des Colleges ist der Dekan (Dean) von Christ Church. Der jeweilige Souverän des Vereinigten Königreichs, derzeit Charles III., fungiert als Visitor und somit Schirmherr des Colleges.
Christ Church wurde 1546 von König Heinrich VIII. gegründet und ist heute eines der größten Colleges der Universität Oxford mit ungefähr 700 Studenten im Jahr 2020. Es ist auch das reichste College mit einem Stiftungsvermögen von 577,6 Mio. £ im Jahr 2019. Christ Church verfügt über eine Reihe von architektonisch bedeutenden Gebäuden, darunter den von Christopher Wren entworfenen Tom Tower und Tom Quad (das größte Geviert in Oxford), sowie die Great Dining Hall, welche während des Englischen Bürgerkriegs als Parlamentssitz für König Karl I. diente. Die Gebäude haben Nachbauten auf der ganzen Welt inspiriert und dienten Filmen wie Harry Potter und Der Goldene Kompass als Kulisse. Christ Church ist mit fast einer halben Million Besuchern pro Jahr zu einem der beliebtesten Colleges für Touristen in Oxford geworden.
Christ Church hat viele bemerkenswerte Alumni hervorgebracht, darunter dreizehn britische Premierminister (mehr als jedes andere Oxbridge-College), König Eduard VII., König Wilhelm II., siebzehn Erzbischöfe, die Schriftsteller Lewis Carroll (Autor von Alice im Wunderland) und W.H. Auden, der Philosoph John Locke und Wissenschaftler Robert Hooke. Die ersten weiblichen Studenten wurden 1980 immatrikuliert.

## Geschichte

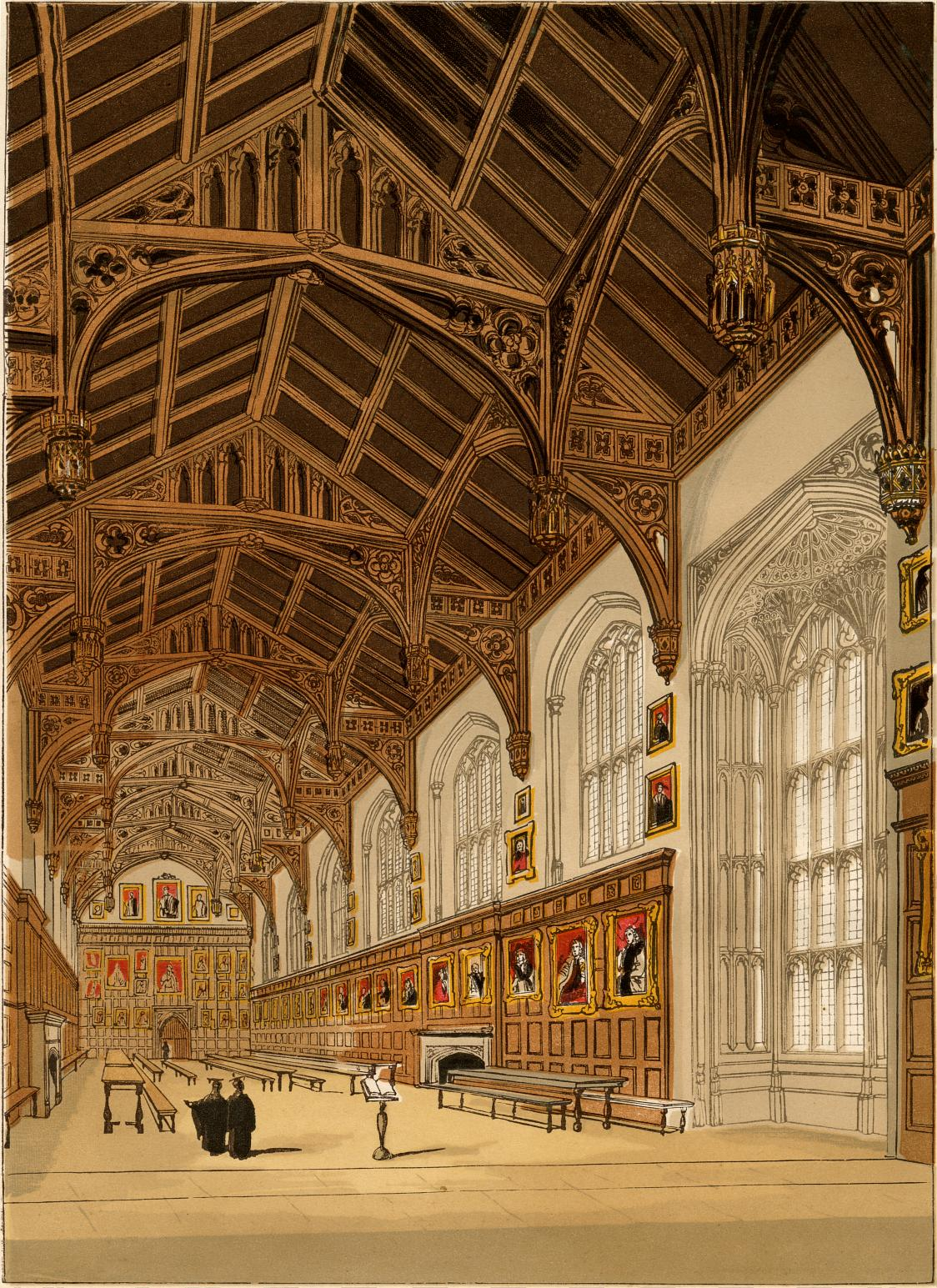
Halle von Christ Church

Der Kardinal Thomas Wolsey nutzte im 16. Jahrhundert seinen Einfluss als Lordkanzler, um die Erlaubnis für die Gründung eines neuen Colleges in Oxford zu erhalten. Der Bau des großen, quadratischen Hofes (englisch: Quadrangle oder kurz Quad), der heute noch als Tom Quad existiert und bis dato das größte Quad Oxfords ist, wurde 1525 nach den Entwürfen von Henry Redman begonnen. Dazu wurden mehrere Klosterbauten der Gemeinde St. Frideswide entweder vollständig oder teilweise abgerissen. Die Klosterkirche St. Frideswide blieb aber weitgehend erhalten und grenzt direkt an Tom Quad. Die von Wolsey durchgezogenen Wände (er plante den Bau eines prächtigeren Gotteshauses) wurden später aufgerissen und die ehemalige Klosterkirche wurde zur Kathedrale geweiht, die sie bis heute ist – die kleinste Kathedrale Englands.
Die Neugründung erhielt den Namen Cardinal College, eine Anspielung sowohl auf den Rang des Gründers als auch auf den überragenden Anspruch, vorerst an der Größe der Gebäude gemessen, innerhalb der Universität.
Wolsey fiel allerdings bei König Heinrich VIII. in Ungnade und konnte sein Werk, das auch die berühmte Speisehalle mit der damals größten Küche Englands, die auch als Vorlage für die Große Halle in den Harry-Potter-Filmen gedient hat, nicht vollenden. Derselbe Heinrich gründete das aufgelöste College im Jahre 1546 zuerst als King Henry VIII’s College, später als Christ Church neu. Dennoch blieb der Kardinalshut das Symbol des Colleges. Der originale Hut wird heute noch in der Collegebücherei aufbewahrt.
Als König Karl I. während der Zeit des englischen Bürgerkrieges in Oxford Zuflucht suchte, nahm er seinen Wohnsitz in Christ Church in der Deanery, die bis heute als Residenz des Dekans dient. In der großen Halle, die heute noch als Speisesaal für die Studenten von Christ Church benutzt wird, tagte das loyalistische Rumpfparlament.
Im Laufe der Jahrhunderte vergrößerte sich das College sowohl in der Anzahl der Mitglieder (von ursprünglich 100 auf heute über 500) als auch in der physikalischen Ausdehnung. Viele Gebäude wurden zusätzlich errichtet, wie zum Beispiel der berühmte Tom Tower über dem Haupteingang, entworfen von Sir Christopher Wren, heute der höchste Turm Oxfords und eines der Hauptmotive für Touristen; außerdem wurde das benachbarte Canterbury College „eingemeindet“ und bildet heute als Canterbury Quad einen festen Bestandteil des Colleges.
Christ Church ist als Royal Foundation das College, dem die drei „königlichen Professoren“ für Theologie, der Regius Professor of Divinity, der Regius Professor of Moral and Pastoral Theology und der Regius Professor of Ecclesiastical History, angehören. Sie wohnen in Häusern am Haupthof des Colleges und fungieren zugleich als Canons der Kathedrale.
Die Form „Christ Church College“ wird als falsch angesehen, teilweise weil sie die Kathedrale ignoriert, ein wesentlicher Bestandteil der einzigartigen doppelten Grundlage. In Oxford wird Christ Church meistens als „The House“ (zu deutsch: das Haus) abgekürzt, was sich aus dem lateinischen Namen des Colleges ableitet: Ædes Christi („Das Haus/der Tempel Christi“).

## Christ Church heute

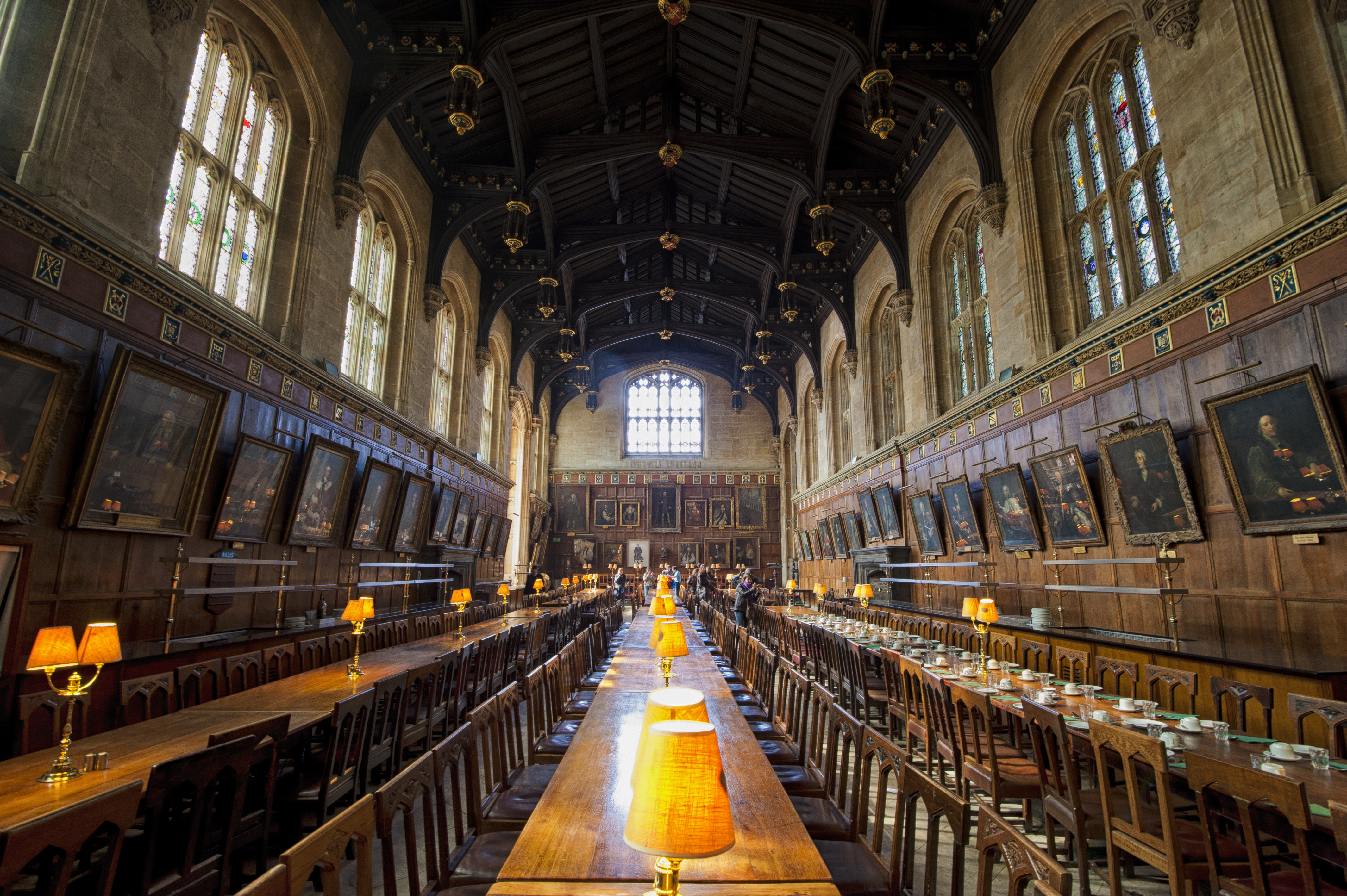
Halle von Christ Church

Heutzutage ist Christ Church eines der bekannteren Colleges Oxfords. Auch für Touristen stellt es ein willkommenes Ziel dar, sowohl aufgrund der beeindruckenden Architektur der Gebäude als auch wegen der vielen kleinen Legenden, die sich um das College gebildet haben. Die Tatsache, dass Teile der Harry-Potter-Filme dort gedreht wurden, ist nur die neueste. Lewis Carroll zum Beispiel, Autor der bekannten Bücher über Alice’ Abenteuer im Wunderland, war unter seinem bürgerlichen Namen Charles Lutwidge Dodgson Mathematik-Tutor am Kollegium, und der Charakter der Alice basiert zum großen Teil auf der Tochter Alice des damaligen Dekans Henry George Liddell. Originalzeichnungen von Charles Dodgson sind heute noch versteckt an einer Wand des Kopierraums des Graduate Common Room im Nordwestturm des Colleges zu sehen.
In jüngerer Zeit dienten verschiedene Teile von Christ Church als Drehort für die Verfilmungen der Harry-Potter-Romane; im Film zu sehen sind insbesondere die Halle und das davorliegende Treppenhaus als Räume von Hogwarts.
Es studieren derzeit etwas mehr als 500 Studenten für ihren ersten oder einen höheren Grad.

## Christ Church Time

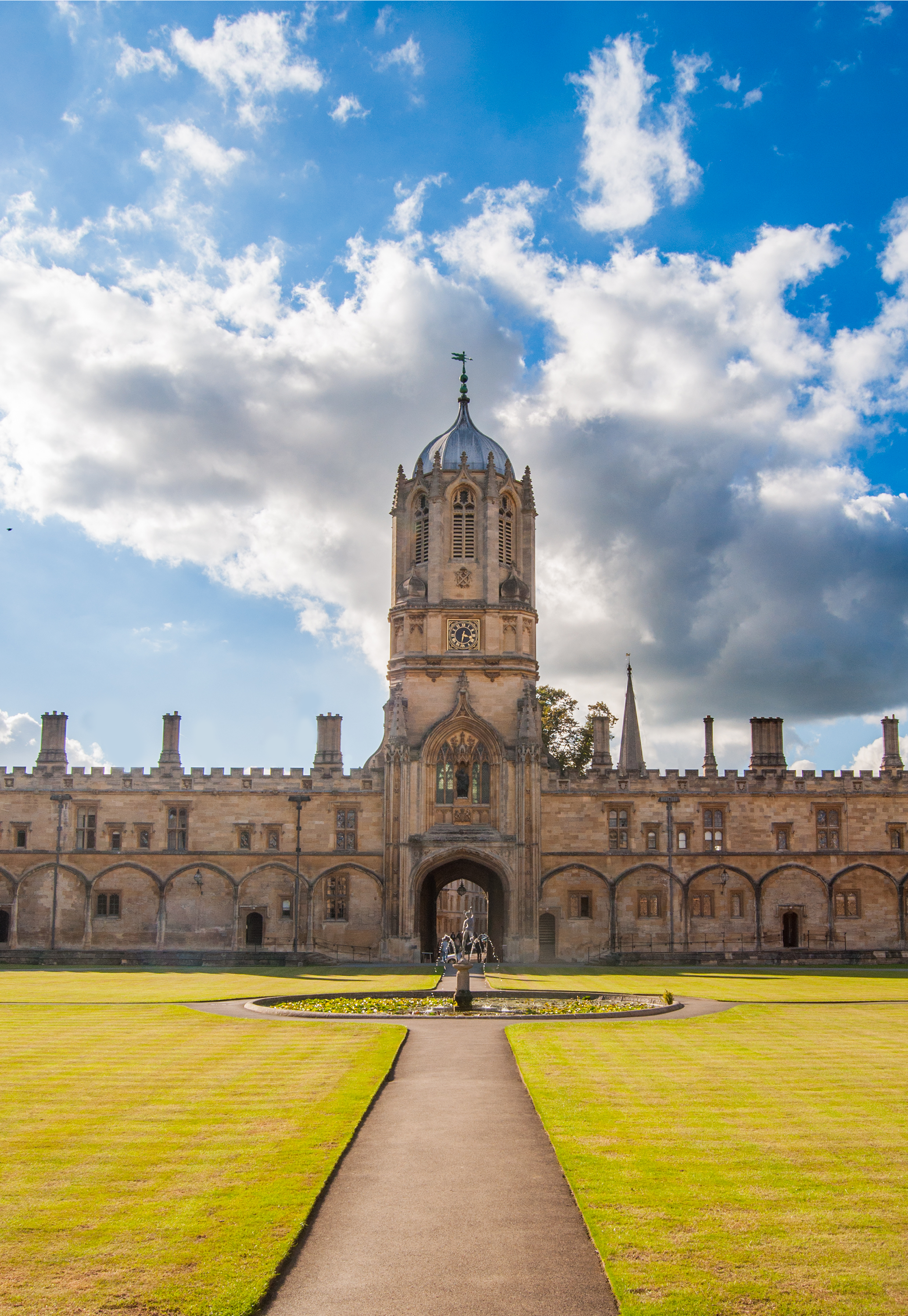
Tom Tower

Die Uhr des Tom Tower wie auch das Geläute und die Gottesdienstzeiten der Kathedrale hinken der offiziellen Zeit um fünf Minuten hinterher. Diese sogenannte Christ Church Time oder Cathedral Time entspricht der einst amtlichen Lokalzeit der 1¼ Grad westlich von Greenwich liegenden Stadt Oxford, die erst im Laufe der zweiten Hälfte des 19. Jahrhunderts durch die 1852 eingeführte, national gültige Railway Time – die Greenwich Mean Time – abgelöst wurde.

## Christ Church Picture Gallery
Christ Church Picture Gallery beherbergt eine Sammlung von über 300 Gemälden Alter Meister und rund 2.000 Zeichnungen und ist damit eine der bedeutendsten privaten Kunstsammlungen des Vereinigten Königreichs. Der größte Teil der Sammlung kommt aus einer Stiftung des Generals John Guise, eines Ehemaligen des College, der seine Sammlung testamentarisch dem College vermachte. Weitere Zustiftungen stammen von W.T.H. Fox-Strangways, Walter Savage Landor, Sir Richard Nosworthy und C.R. Patterson. Vertreten in der Sammlung sind Bilder von Annibale Carracci, Duccio, Fra Angelico, Hugo van der Goes, Giovanni di Paolo, Filippino Lippi, Sano di Pietro, Frans Hals, Salvator Rosa, Tintoretto, Anthonis van Dyck, Paolo Veronese sowie Zeichnungen unter anderem von Leonardo da Vinci, Raffael, Michelangelo, Albrecht Dürer und Peter Paul Rubens.
Die Galerie befindet sich in dem sogenannten Canterbury Quad, entworfen von dem britischen Architekten James Wyatt.
Der moderne Anbau aus dem Jahr 1968 wurde nach einem Entwurf der Architekten Philipp Powell (* 1921) und Hidalgo Moya (1920–1994) errichtet.

## Persönlichkeiten
Bemerkenswerte ehemalige Studenten des College wurden Politiker, Wissenschaftler, Philosophen, Entertainer und Akademiker. Mit 13 Alumni stellt Christ Church fast die Hälfte der britischen Premierminister, die in Oxford oder Cambridge studiert haben. Darunter sind Anthony Eden (Premierminister 1955–1957), William Ewart Gladstone (1828–1831), Robert Peel (1841–1846) und Archibald Primrose (1894–1895). Andere Politiker und Staatsoberhäupter unter den Alumni sind Charles Abbot (Sprecher des House of Commons 1802–1817), Frederick Curzon (Politiker der Conservative Party), Nicholas Lyell (Generalstaatsanwalt 1992–1997), Nigel Lawson (Schatzkanzler 1983–1989), König Eduard VII. (1841–1910), König Wilhelm II. der Niederlande und William Penn, der Gründer der Kolonie Pennsylvania.
Bekannte Philosophen wie John Locke, John Rawls, Alfred Jules Ayer, Gilbert Ryle, Michael Dummett, John Searle und Daniel Dennett studierten in Christ Church.
In den Wissenschaften sind der Universalgelehrte und Naturphilosoph Robert Hooke, der Entwicklungsbiologe John Gurdon (Nobelpreis für Physiologie oder Medizin 2012), der Arzt Archibald E. Garrod, der „Vater der modernen Medizin“ William Osler, der Radioastronom Martin Ryle, der Psychologe Edward de Bono und der Epidemiologe Richard Doll mit dem College verbunden. Albert Einstein war ein Forschungsstipendiat in Christ Church.
Die Zwillinge Cameron und Tyler Winklevoss (Stehen im Zusammenhang mit der Gründung von Facebook), der BBC-Komponist Howard Goodall, der Schriftsteller Lewis Carroll, der Dichter W.H. Auden und der Heraldiker Hubert Chesshyre sind weitere bemerkenswerte Studenten, die am College studiert haben.

Zu den bemerkenswerten Alumni von Christ Church gehören:
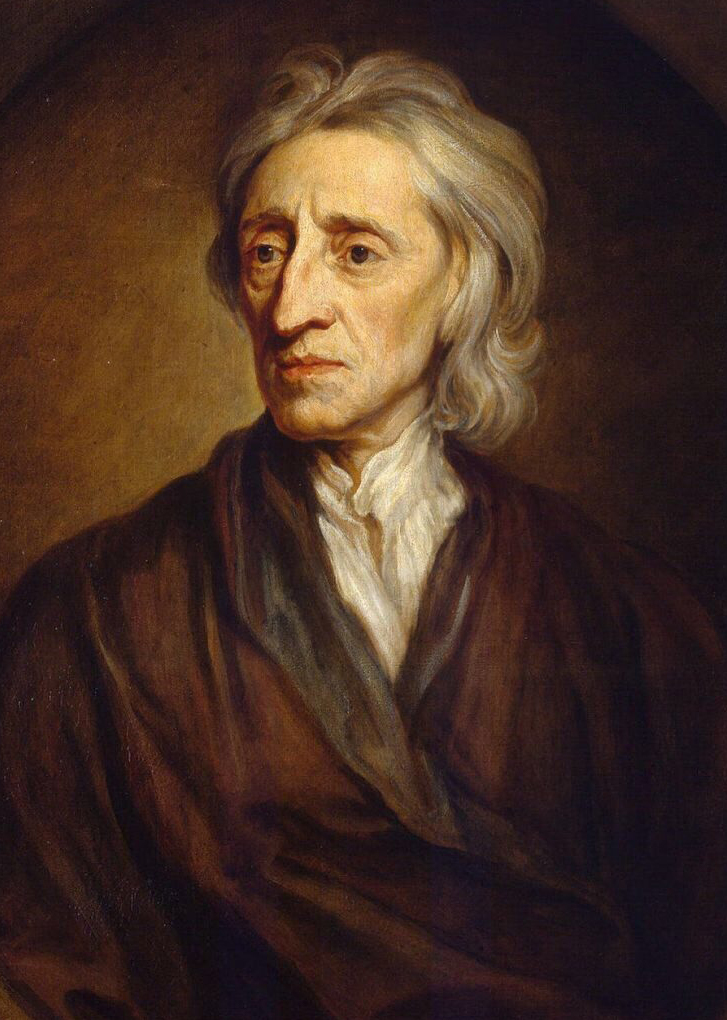
John Locke, Philosoph und Vordenker der Aufklärung
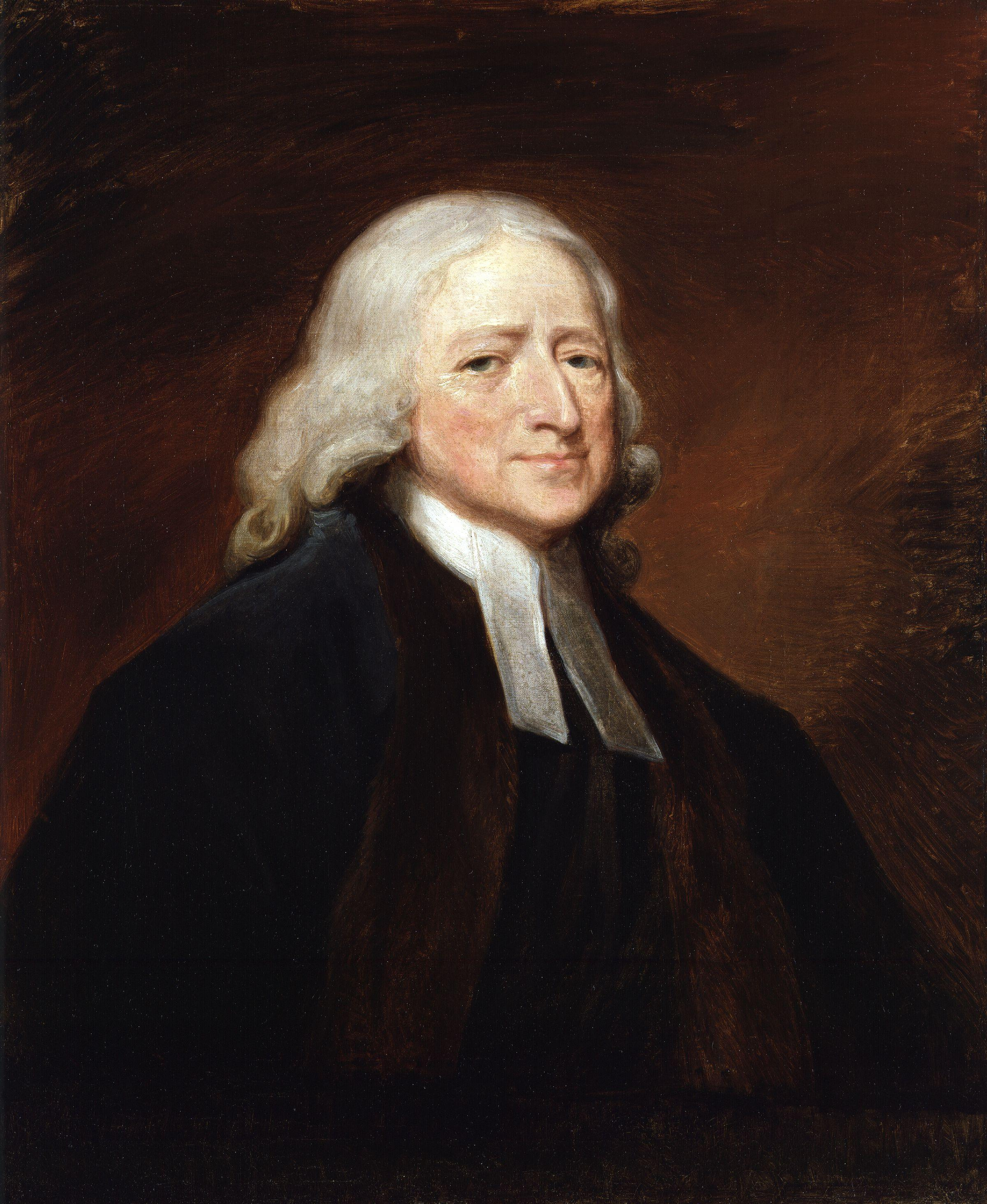
John Wesley, Begründer der methodistischen Bewegung
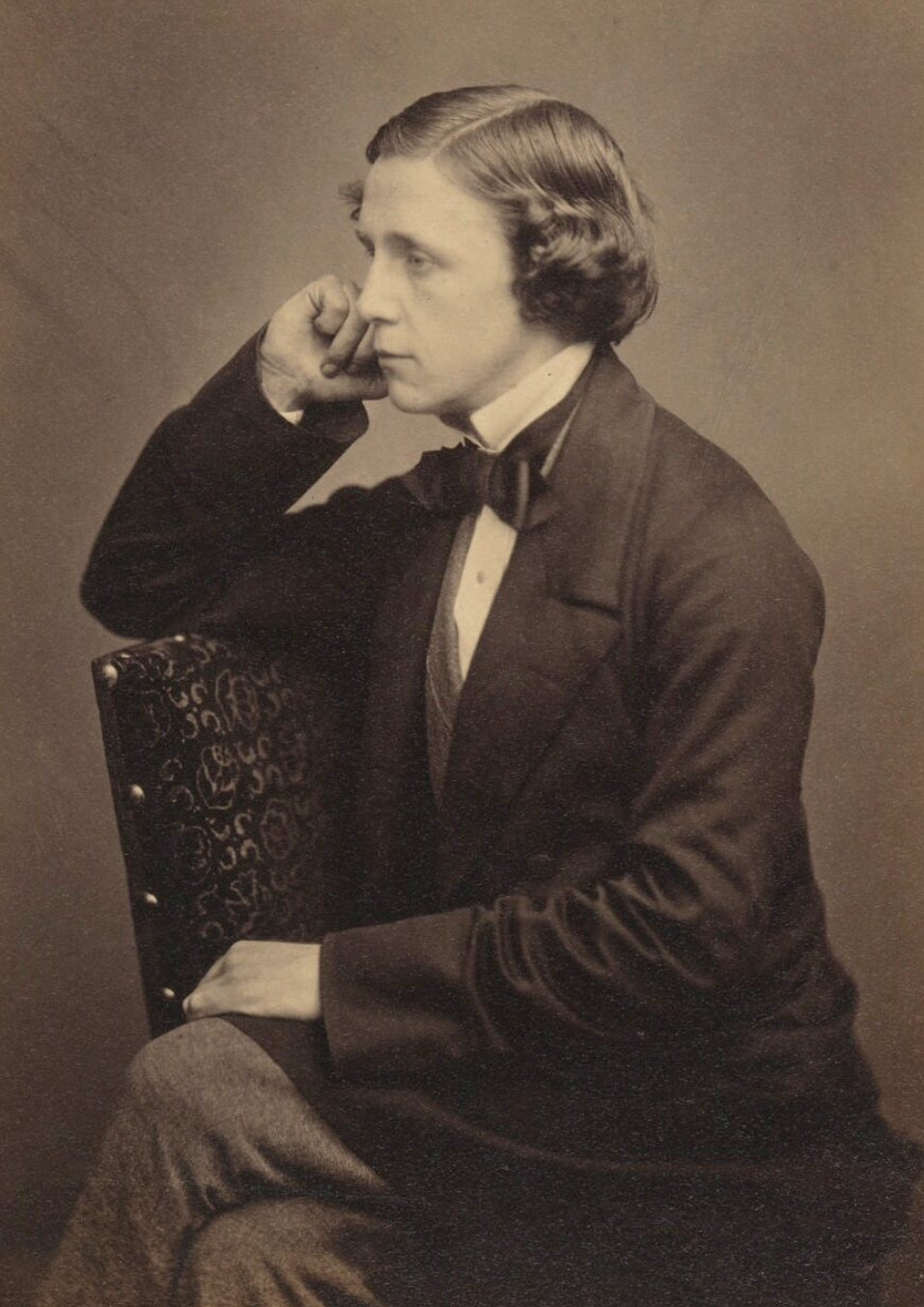
Lewis Carroll, britischer Schriftsteller bekannt für Alice im Wunderland
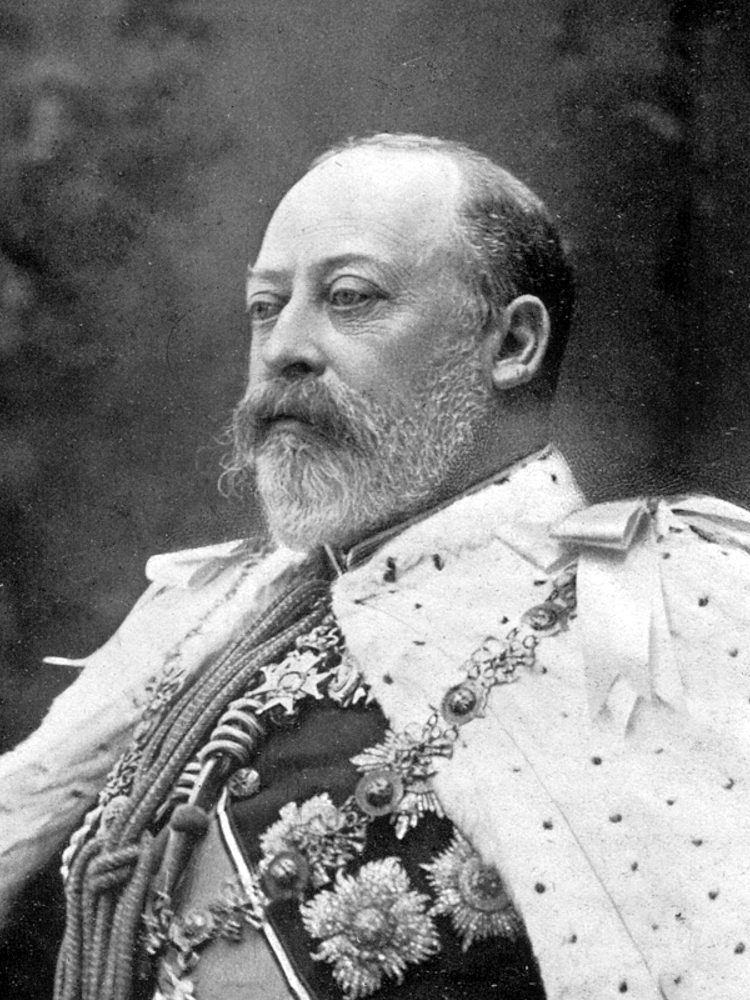
Eduard VII., König des Vereinigten Königreichs und Kaiser von Indien
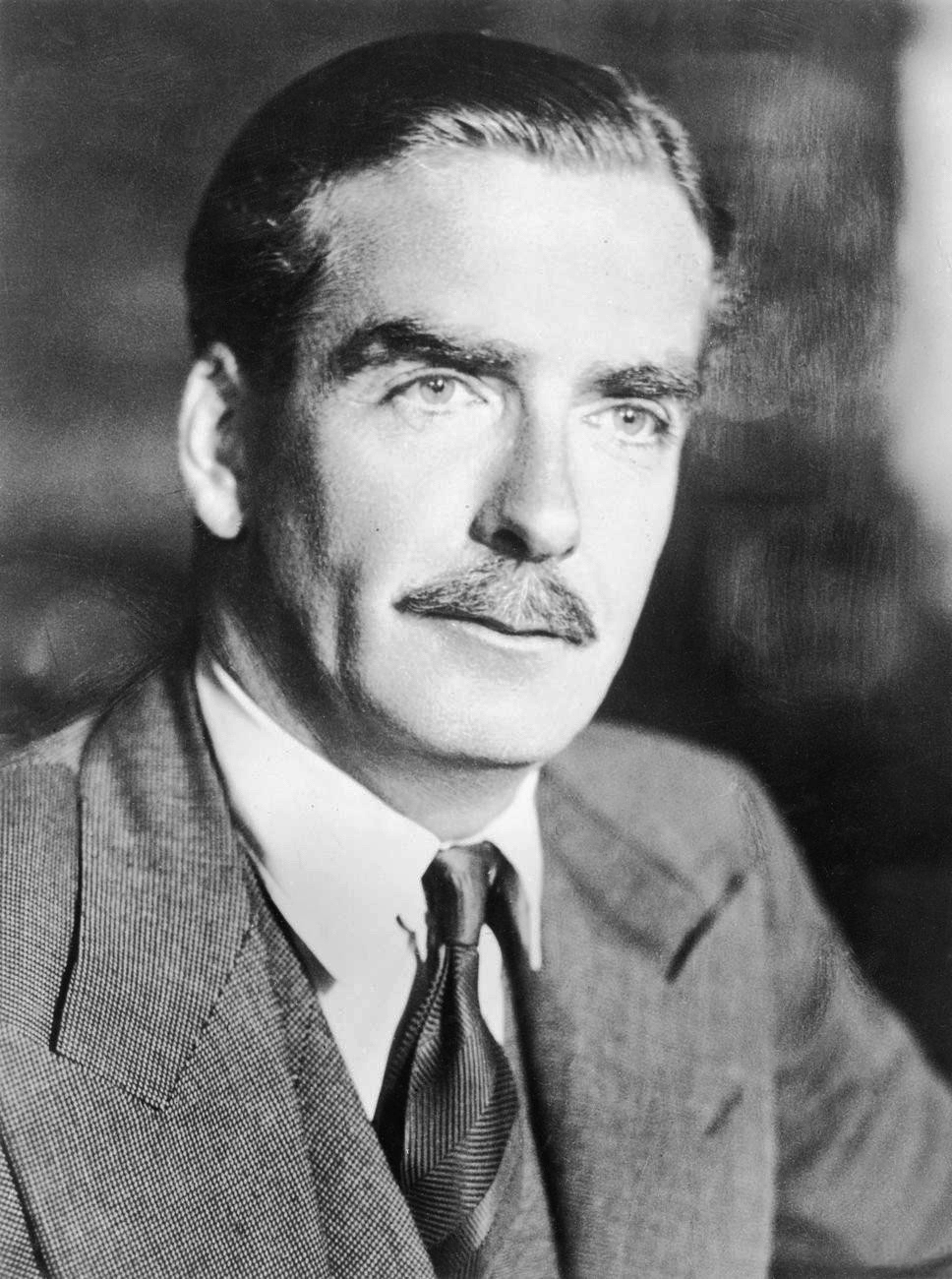
Anthony Eden, Premierminister des Vereinigten Königreichs (1955–1957)
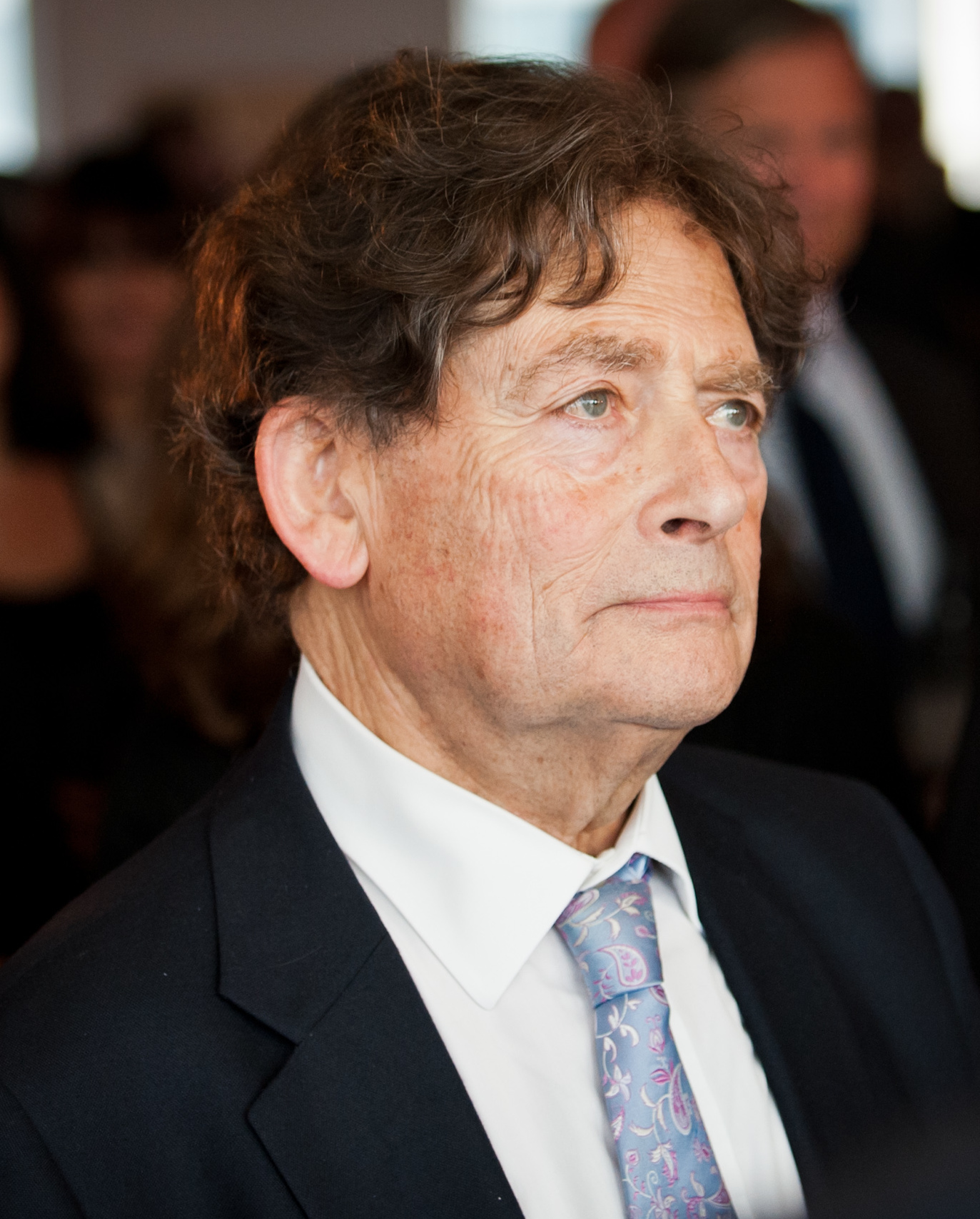
Nigel Lawson, britischer Schatzkanzler (1983–1989)